# 벼랑위의 사람들
《벼랑위의 사람들》은 KBS에서 1980년 3월 10일부터 같은 해 9월 6일까지 방영된 일일연속극인데, 소설가 학촌 이범선 작가의 소설 《당원의 미소》를 원작으로 한 작품이다.
일단 이 드라마 작품은, 1945년 8월 15일 을유 해방 직후부터 삼팔선으로 인해 남북으로 동강이 난 강원도 철원군의 어느 마을에서, 이른바 격동의 과도기적인 시대였던 1946년에서부터 이듬해 1947년까지 심적으로 방황하는 여인의 모습을 그리고 있다.

## 등장 인물
- 정애리 : 1946년 당시 동호 부부 딸 호랑이띠생 21세 송입분 역
- 송재호 : 1946년 당시 동호 막내 아우 말띠생 41세 송주호 역
- 선우은숙 : 1946년 당시 동호 막내 제수씨 돼지띠생 24세 강원 고성 장전댁 백팔숙 역
- 주현 : 1946년 당시 양띠생 40세 주남기 역
- 백윤식 : 1946년 당시 구범택 외갓댁 이종사촌 형 뱀띠생 42세 표희곤 역
- 황범식 : 1946년 당시 표희곤 외갓댁 이종사촌 동생 개띠생 37세 구범택 역
- 백일섭 : 1946년 당시 원숭이띠생 39세 한성복 역
- 신구 : 1946년 당시 입분 아버지 소띠생 46세 송동호 역
- 박주아 : 1946년 당시 입분 어머니 뱀띠생 42세 평남 대동 순절댁 오여점 역
- 김진해 : 1946년 당시 동호 첫째 아우 토끼띠생 44세 송광호 역
- 홍영자 : 1946년 당시 동호 큰제수씨 원숭이띠생 27세 황해 은율 능선댁 설소영 역
- 남일우 : 1947년 당시 토끼띠생 45세 황달호 역
- 서우림 : 1947년 당시 달호 부인 원숭이띠생 40세 함북 길주 간소댁 장옥심 역
- 이정훈 : 1947년 당시 달호 부부 장남 말띠생 18세 황내필 역
- 남광우 : 1947년 당시 달호 부부 차남 양띠생 17세 황의필 역
- 이대로 : 1946년 당시 강원도 철원군 평천면 면장 토끼띠생 56세 하병대 역
- 이원종 : 1946년 당시 강원도 철원군 평천면 하병대 면장 동생 원숭이띠생 51세 하병엽 역
- 양일민 : 1946년 당시 강원도 철원군 평천면 하병대 면장 아버지 용띠생 79세 하승록 역
- 김봉근 : 1946년 당시 강원도 철원군 평천면 갈전리 이장 말띠생 41세 한대목 역
- 조재훈 : 1946년 당시 강원도 철원군 평천면 갈전리 한대목 이장 동생 호랑이띠생 33세 한길목 역
- 오승룡 : 1946년 당시 강원도 철원군 평천면 갈전리 한대목 이장 아버지 돼지띠생 60세 한장공 역